# 2017 FNS歌謡祭

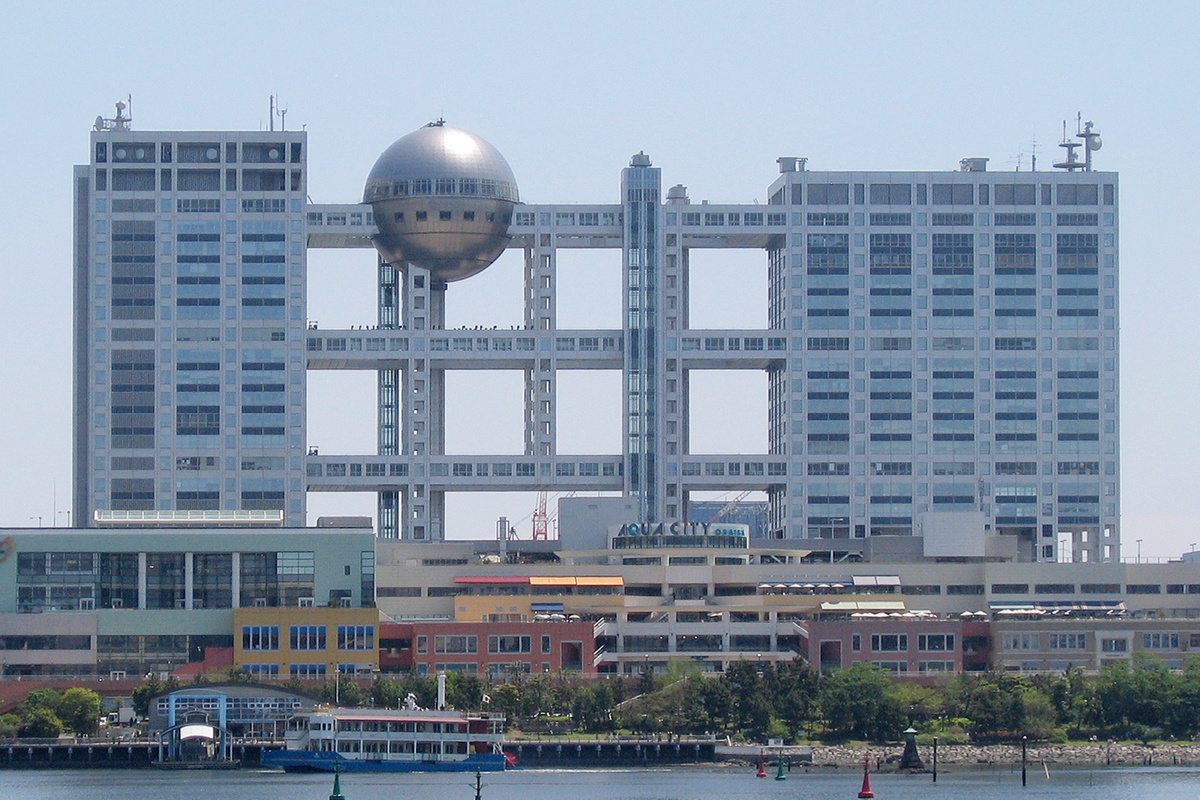
「第2夜」の会場となる番組の生放送が行われたフジテレビ本社「FCGビル」

『2017 FNS歌謡祭』（2017 エフエヌエスかようさい）は、フジテレビ系列で2017年12月6日 19:00 - 23:28（JST）・12月13日 19:00 - 23:28（JST）に生放送された通算46回目の『FNS歌謡祭』である。

## 概要
前々年・前年に引き続き、3年連続で本年も当番組では2DAYSとして2回に分けて生放送されることが同年11月9日に番組ホームページで発表された。また、前年に引き続き、2週連続の放送となる。さらに、本年は同局の平日深夜の報道番組『THE NEWSα』が23:40開始となったため、前年より放送時間をそれぞれ10分ずつ拡大して、2週とも4時間28分（2週合計8時間56分）の大長編となった。第1夜は例年通りの形式でグランドプリンスホテル新高輪「飛天」より12月6日 19:00 - 23:28（JST）に、第2夜はフジテレビ特設スタジオより12月13日 19:00 - 23:28（JST）に生放送された。

### 第1夜
下記のスペシャル企画を含めた21個のみどころが設けられていた。
- 近藤真彦 - ギター・高見沢俊彦（THE ALFEE）、ギター・城島茂（TOKIO）、ベース・丸山隆平（関ジャニ∞）、ドラムス・大倉忠義（関ジャニ∞）、ギター・山本彩（NMB48）、キーボード・武部聡志ら豪華メンバーと一夜限りのコラボレーション[11][12]。
- 20th Century坂本昌行と井ノ原快彦 - ディズニー名曲コーナーで『ターザン』の名曲「You'll Be in My Heart」を披露。
- 亀と山P - 「背中越しのチャンス」「青春アミーゴ」SPメドレー
- フジテレビに縁の深い名曲特集
  - B'z「イチブトゼンブ」（『ブザー・ビート〜崖っぷちのヒーロー〜』主題歌）
  - 嵐「I'll be there」（『貴族探偵』主題歌）
  - 関ジャニ∞「今」（『FNS27時間テレビ にほんのれきし』テーマソング）
  - 東方神起「Reboot」（ドラマ『明日の約束』主題歌）
  - ゆず「タッタ」（『めちゃ2イケてるッ!』テーマソング）
  - Mr.Children「HANABI」（『コード・ブルー -ドクターヘリ緊急救命-』主題歌）
- 椎名林檎 - FNS歌謡祭初出演、「おとなの掟」「人生は夢だらけ」をセルフカバーで披露[13]。
- 平井堅「ノンフィクション」で豪華共演を果たす欅坂46・平手友梨奈 - 新進気鋭のダンサーRui（CRE8BOY）の振り付けでソロダンスを披露。
- ゆず - 「タッタ」を三浦大知と、クリスマスソング「今夜君を迎えに行くよ」をももいろクローバーZと共演。
- 関ジャニ∞ - 7人全員が4時間28分の中でいろいろなアーティストとコラボレーション。
- KinKi Kids - 「もう君以外愛せない」を乃木坂46 生田絵梨花のピアノ、宮本笑里のバイオリンとコラボで披露。
- NEWS - 新曲を含めたオリジナルミュージカルをテレビ初披露。
- 嵐 - 人気楽曲をクリスマスアレンジでスペシャルメドレー、ユニバーサル・スタジオ・ジャパンの人気キャラクター・ミニオンと夢の共演。
- TOKIO長瀬智也 - 奥田民生とのコラボが実現、名曲「さすらい」と「エンジン」を2人で弾き語り。
- 『FNS歌謡祭』初出演のB'z - 最新アルバム『DINOSAUR』から「Still Alive」と山下智久主演ドラマ『ブザー・ビート〜崖っぷちのヒーロー〜』の主題歌「イチブトゼンブ」を披露。
- 宝塚歌劇団 宙組 - 新トップスター真風涼帆が就任後初パフォーマンス、沢田研二の名曲「勝手にしやがれ」を及川光博と共演。
- 作詞家生活50年・没後10年となる“阿久悠”特別企画
- 歌舞伎俳優・尾上松也が初生歌唱 - 山崎育三郎と「夏の終りのハーモニー」を披露。
- だいすけお兄さんこと横山だいすけ - ディズニーの名曲を乃木坂46の生田絵梨花とデュエット。
- 中島みゆき「糸」をアーティストたちが歌い紡ぐ特別企画
- 三代目 J Soul Brothers from EXILE TRIBE - 大ヒット曲「R.Y.U.S.E.I.」を披露。
- 山口百恵「秋桜」 - 息子の三浦祐太朗と作詞・作曲のさだまさしが共演。

### 第2夜
下記のスペシャル企画を含めた11個のみどころが設けられていた。
- モーニング娘。1期メンバー奇跡のステージ[16][17]
  - 中澤裕子、石黒彩、飯田圭織、安倍なつみ、福田明日香が約18年ぶりに勢ぞろいしてデビュー前に手売りした幻の名曲「愛の種」を披露。
- 森高千里 - 90年代のライブを再現した衣装で「臭いものにはフタをしろ!!」「ミーハー」「ハエ男」を披露。
- T.M.Revolutionと『FNS歌謡祭』初登場のアキラ100%が異色のコラボ。T.M.Revolutionのステージ演出で印象的な「強風」を使ったアキラのお盆芸でコラボ。
- FNS史上最大! 新旧アニメソング名曲メドレー
- FNS限定! ミュージカル・スペシャルメドレー
- きゃりーぱみゅぱみゅ - ユニバーサル・スタジオ・ジャパンでスペシャルパフォーマンス、ギネス世界記録のイリュージョン・クリスマスツリーと夢の共演。
- Toshl（X JAPAN） - 『FNS歌謡祭』初出演、X JAPAN好きな鬼龍院翔と名曲「Say Anything」をコラボレーション。
- 福山雅治 - 大ヒット曲「HELLO」と最新曲「トモエ学園」のスペシャルライブ。
- 『アウト×デラックス』発 - “ひふみん”こと加藤一二三が音楽番組で初歌唱&モーニング娘。'17と一夜限りのスペシャルコラボ。
- 世良公則・吉川晃司 - “大人の魅力”で「銃爪」「KISSに撃たれて眠りたい」をコラボレーション!!

その他、懐かしの名曲から旬の最新の話題ヒット曲まで今聴きたい楽曲ばかりを集め、夢のコラボ企画・追悼企画・一夜限りのバンド結成企画など数多くの企画が行われた。
また、演歌勢は4年ぶりの出演となり、石川さゆりが23年ぶりに出演した。
12月6日（第1夜）の平均視聴率は13.6%で、また、瞬間最高視聴率は20:20（JST）・21:56（JST）、横山だいすけと生田絵梨花（乃木坂46）の共演で「ホール・ニュー・ワールド」を披露しているシーンとゆずと三浦大知の共演で「タッタ」を披露しているシーンで、16.9%だった（いずれもビデオリサーチ調べ、関東地区・世帯・リアルタイム）。
12月13日（第2夜）の平均視聴率は11.1%で、また、瞬間最高視聴率は21:00（JST）・22:01（JST）・22:13（JST）、知念里奈と新妻聖子の共演で「夢やぶれて〜ON MY OWN」を披露しているシーンとHey! Say! JUMPが「勇気100%」を披露しているシーンとモーニング娘。1期メンバーが「愛の種」を披露しているシーンで、13.6%だった（いずれもビデオリサーチ調べ、関東地区・世帯・リアルタイム）。
また、第1夜・第2夜どちらも当番組限定で司会の渡部が出演するGoogleとのコラボCMが制作されて、番組の随所で放送された。

## 当日のステージ

### 第1夜（当日のステージ）
トップバッターでは、当番組では宝塚歌劇団 宙組が初めて担当してクリスマスソングメドレーの1曲目として「諸人こぞりて」を披露した。大トリでは、特別企画「後世に歌い継ぎたい日本の名曲」として総勢16名の出演アーティスト（下記参照）が担当して「糸」を披露した。
第1夜のステージの最多出演者は嵐と宝塚歌劇団 宙組の真風涼帆であり、それぞれ5曲に参加していた。
番組序盤では、番組恒例であるクリスマスソングメドレーが出演アーティストのカバー・コラボレーションで披露された。番組のオープニング前に行われた。
番組前半では、作詞家・阿久悠のデビュー50周年の記念と没後10周年という2つの節目の特別企画として阿久が作詞を手掛けた楽曲のうち厳選された6曲を出演アーティストのカバー・コラボレーションで披露された。また、NEWSが番組初の試みで課題を出されて「NEWS×ミュージカル＝NEWSICAL」として自身の楽曲を披露する前に4人で考案されたミュージカルショーを披露した。
番組中盤では、嵐がユニバーサル・スタジオ・ジャパンの人気キャラクター・ミニオンとコラボレーションしてクリスマスソングと「愛を叫べ」「Happiness」のクリスマスアレンジバージョンによる4曲のFNS限定のクリスマススペシャルメドレーを披露した。
番組後半では、『めちゃ2イケてるッ!』『コード・ブルー』『ブザー・ビート』『明日の約束』『FNS27時間テレビ』『貴族探偵』といったフジテレビに縁のある各番組の楽曲のスペシャルメドレーが披露された。
番組終盤では、近藤真彦（ボーカル）がTHE ALFEEの高見沢俊彦（ギター）、TOKIOの城島茂（ギター）、関ジャニ∞の丸山隆平（ベース）、関ジャニ∞の大倉忠義（ドラムス）、NMB48の山本彩（ギター）、番組の音楽監督の武部聡志（キーボード）と番組限定の一夜限りのスペシャルバンドを結成して「ミッドナイト・シャッフル」「ハイティーン・ブギ」の2曲のメドレーを披露された。
また、番組の随所で、関ジャニ∞の全メンバー7人がソロで、それぞれ他のアーティストと共演した。横山裕（トランペット）は山崎育三郎と西川貴教との共演で「また逢う日まで」、渋谷すばる（ボーカル）は15名の出演アーティスト（下記参照）との共演で「糸」、村上信五（ピアノ）はNOBUとの共演で「いま、太陽に向かって咲く花」、丸山隆平（ベース）はJUJUとの共演で「いいわけ」、錦戸亮（ギター&ボーカル）と安田章大（ギター）は谷村新司と堀内孝雄との共演で「冬の稲妻」「今はもうだれも」、大倉忠義（ドラムス）は複数の出演アーティスト（下記参照）との共演で結成された近藤真彦 with FNSマッチバンドで「ミッドナイト・シャッフル」「ハイティーン・ブギ」を披露した。
さらに、第1夜では関ジャニ∞も含めて、HKT48の指原莉乃、AKB48の渡辺麻友、宝塚歌劇団 宙組の真風涼帆、TOKIOの長瀬智也、乃木坂46の生田絵梨花・白石麻衣、20th Centuryの坂本昌行・井ノ原快彦といった各グループだけではなくソロでのパフォーマンスも多い番組構成だった。
ジャニーズ事務所からは近藤真彦、TOKIO、V6、KinKi Kids、、嵐、NEWS、関ジャニ∞、亀と山Pの8組が出演した。
出演アーティストは全54組で、全70曲中36曲がコラボレーション（共演）で披露された。

### 第2夜（当日のステージ）
トップバッターでは、「アニメソング名曲メドレー」の1曲目として宇野ゆう子×AKB48のコラボレーションで「サザエさん」が披露された。大トリでは、司会である森高千里がスペシャルメドレーの3曲目として「ハエ男」が披露された。また、それぞれトップバッター・大トリは初めての担当である。
第2夜のステージの最多出演者は山崎育三郎であり、5曲に参加していた。
番組序盤では、今回の目玉となるスペシャル企画「アニメソング名曲メドレー」の前編をPart1として『サザエさん』『ポケットモンスター』『ONE PIECE』『ちびまる子ちゃん』といった各アニメ作品の主題歌を歌唱している本家アーティストとジャニーズグループ・AKB48グループ・坂道シリーズなどのコラボレーションのスペシャルメドレーで披露された。番組のオープニング前に行われた。
番組前半では、もう一つの目玉となるスペシャル企画「ミュージカル名曲メドレー」の前編として『オペラ座の怪人』『RENT』『美女と野獣』といった各作品の主題歌や挿入歌を出演アーティスト同士のカバー・コラボレーションのスペシャルメドレーで披露された。また、広島県出身のロックミュージシャン同士の世良公則と吉川晃司のコラボレーションによる「銃爪」「KISSに撃たれて眠りたい」、加藤一二三とモーニング娘。'17による異色コラボレーション、きゃりーぱみゅぱみゅのユニバーサル・スタジオ・ジャパンのギネス世界記録のイリュージョン・クリスマスツリーや巨大なプロジェクションマッピングでのスペシャルメドレーが披露された。
番組中盤では、「ミュージカル名曲メドレー」の後編として『ミス・サイゴン』『モーツァルト!』『レ・ミゼラブル』といった各作品の主題歌や挿入歌を出演アーティスト同士のカバー・コラボレーションのスペシャルメドレーで披露された。また、「ディズニー映画名曲メドレー」として『アナと雪の女王』『リトル・マーメイド』『アラジン』といった各作品の主題歌や挿入歌を出演アーティスト同士のカバー・コラボレーションのスペシャルメドレーが披露された。さらに、T.M.Revolutionとアキラ100%による異色コラボレーションが披露された。
番組後半では、「アニメソング名曲メドレー」の後編をPart2として『新世紀エヴァンゲリオン』『ドラゴンボールZ』『ドラゴンボールGT』『けものフレンズ』『キテレツ大百科』『忍たま乱太郎』『モンスターハンター ストーリーズ RIDE ON』『涼宮ハルヒの憂鬱』『ラブライブ!サンシャイン!!』といった各アニメ作品の主題歌を歌唱している本家アーティストとジャニーズグループ・AKB48グループ・坂道シリーズなどのコラボレーションやカバーのスペシャルメドレーで披露された。また、モーニング娘。1期メンバーが1999年の福田明日香のグループ卒業以来の18年ぶりに集結してインディーズデビュー曲「愛の種」をモーニング娘。結成20周年記念として披露された。
番組終盤では、X JAPANのToshlとゴールデンボンバーの鬼龍院翔の新旧ヴィジュアル系バンド・ボーカル同士のインパクトコラボレーション、荻野目洋子とフェアリーズの同じ所属事務所同士の先輩後輩コラボレーション、福山雅治と森高千里のそれぞれのスペシャルメドレーが披露された。
また、「アニメソング名曲メドレー」を盛り上げる特別ツイート企画として、『FNS歌謡祭』に初出演で同企画にも参加しているどうぶつビスケッツ×PPPのFNS歌謡祭オリジナル写真を投稿者全員にリプライされて、番組放送中にTwitterで「#FNS歌謡祭フォト」と付けて番組やどうぶつビスケッツ×PPPへのメッセージをつぶやくことで誰でもお宝写真をプレゼントされる企画が実施された。写真の種類は全部で11種類あった。
第2夜ではLUNA SEAの真矢&モーニング娘。1期メンバーの石黒彩、山崎育三郎&モーニング娘。1期メンバーの安倍なつみ、井上芳雄&知念里奈という3組の夫婦が揃って番組に出演していた。
ジャニーズ事務所からはHey! Say! JUMP、Kis-My-Ft2、Sexy Zone、ジャニーズWESTの4組が出演した。
出演アーティストは全57組で、全77曲中29曲がコラボレーション（共演）で披露された。
なお、E-girlsは11人体制としては初の『FNS歌謡祭』の出演となった。また、モーニング娘。'17は同年12月11日に工藤遥がグループを卒業して13人体制として初の音楽番組及び『FNS歌謡祭』の出演となった。

### 全体（第1夜・第2夜）
今年は、アキラ100%、Aqours、石丸幹二、井上芳雄、宇野ゆう子、NGT48、及川光博、奥田民生、尾上松也、影山ヒロノブ、加藤一二三、きただにひろし、昆夏美、THE RAMPAGE from EXILE TRIBE、SHISHAMO、亀と山P、椎名林檎、世良公則、高橋洋子、竹原ピストル、DEAN FUJIOKA、どうぶつビスケッツ×PPP、Toshl、NOBU、B'z、平野綾、松本梨香、三浦祐太朗、溝口肇、八木美知依、山崎育三郎、YUKA、横山だいすけ、和楽器バンド、WANIMAの35組のアーティストが『FNS歌謡祭』に初出演した。
第1夜・第2夜のどちらにも出演したアーティストはAKB48、新妻聖子、乃木坂46、平手友梨奈、西川貴教、山崎育三郎の6組。
第1夜・第2夜合わせて、出演アーティストは106組・披露された楽曲は144曲・披露されたコラボレーション（共演）は65共演となった。
第1夜・第2夜合わせたステージの最多出演者は乃木坂46の生田絵梨花であり、計8曲に参加していた。
石川さゆりは1994年以来の23年ぶり、CHEMISTRY、東方神起、フェアリーズ、福山雅治、モーニング娘。1期メンバーの中澤裕子・飯田圭織は2011年以来の6年ぶり、知念里奈、モーニング娘。1期メンバーの石黒彩・福田明日香は1998年以来の19年ぶりの『FNS歌謡祭』の出演となった。
いきものがかりは2017年1月5日に「放牧宣言」と称して活動休止を発表し出演を辞退。集牧宣言（活動再開）後の2019年に返り咲きを果たしている。
ディズニー映画『アラジン』の主題歌「ホール・ニュー・ワールド」は、第1夜・第2夜のどちらも、それぞれ異なる組み合わせのコラボレーションで披露された（下記参照）。
また、今年は第1夜ではTHE ALFEE×ダチョウ倶楽部、第2夜ではT.M.Revolution×アキラ100%といった第1夜・第2夜どちらもアーティスト×お笑い芸人の異色コラボレーションが行われた番組内容だった。
AKB48の渡辺麻友・小嶋真子・峯岸みなみ・加藤玲奈・入山杏奈、SKE48の松井珠理奈、NMB48の矢倉楓子・市川美織・山本彩・太田夢莉・谷川愛梨・村瀬紗英・山本彩加・渋谷凪咲、HKT48の兒玉遥・宮脇咲良・松岡はな、NGT48の北原里英・角ゆりあ、乃木坂46の伊藤万理華・生駒里奈・若月佑美・中田花奈、欅坂46の今泉佑唯・志田愛佳、ももいろクローバーZの有安杏果、モーニング娘。'17の尾形春水、関ジャニ∞の渋谷すばる、Hey! Say! JUMPの岡本圭人、2022年5月11日に亡くなったダチョウ倶楽部の上島竜兵、2025年6月25日に解散したTOKIOにとって最後の『FNS歌謡祭』の出演となった。

## 出演者

### 司会
- 森高千里
- 渡部建（アンジャッシュ）
- 加藤綾子（フリーアナウンサー）

### 出演アーティスト

#### 第1夜（出演アーティスト）
- 嵐
- 石川さゆり
- AKB48
- EXILE THE SECOND
- 及川光博
- 大原櫻子
- 奥田民生
- 尾上松也
- 亀と山P
- 関ジャニ∞[注 35]
- KinKi Kids[注 36]
- 倉木麻衣
- クリス・ハート
- CHEMISTRY
- 倖田來未
- 郷ひろみ
- 近藤真彦
- さだまさし
- 三代目 J Soul Brothers from EXILE TRIBE[23]
- THE ALFEE
- 椎名林檎
- 柴咲コウ
- JUJU
- 鈴木雅之
- 髙橋真梨子
- 宝塚歌劇団 宙組
- 谷村新司
- chay
- 東方神起
- TOKIO
- 德永英明
- 新妻聖子
- 西川貴教
- NEWS
- 乃木坂46
- NOBU
- B'z
- 平井堅
- 平手友梨奈（欅坂46）
- 20th Century
- 堀内孝雄
- 松下奈緒
- 三浦大知
- 三浦祐太朗
- 溝口肇
- 宮本笑里
- ももいろクローバーZ
- 八木美知依[注 37]
- 山崎育三郎
- 由紀さおり
- ゆず
- 横山だいすけ
- 和楽器バンド（いぶくろ聖志・神永大輔・蜷川べに・黒流）
- 和田アキ子

太文字は当年のNHK『第68回NHK紅白歌合戦』に出場。
※五十音順

#### 第2夜（出演アーティスト）
- aiko
- アキラ100%[注 38]
- Aqours
- E-girls
- 石丸幹二
- 井上苑子
- 井上芳雄
- 宇野ゆう子
- AKB48
- NMB48
- NGT48
- 荻野目洋子
- 影山ヒロノブ
- 加藤一二三
- Kis-My-Ft2
- きただにひろし
- 吉川晃司
- きゃりーぱみゅぱみゅ
- 欅坂46
- ゴールデンボンバー
- 昆夏美
- THE RAMPAGE from EXILE TRIBE
- GENERATIONS from EXILE TRIBE
- ジャニーズWEST[注 39]
- SHISHAMO
- Sexy Zone[注 40]
- 世良公則
- 高橋洋子
- 竹原ピストル
- 知念里奈
- T.M.Revolution 西川貴教
- DEAN FUJIOKA
- どうぶつビスケッツ×PPP
- Toshl（X JAPAN）
- 新妻聖子
- 西野カナ
- 乃木坂46
- back number
- Perfume
- B.B.クィーンズ
- 平野綾
- フェアリーズ
- 福山雅治
- 藤澤ノリマサ
- Hey! Say! JUMP
- 槇原敬之
- 松本梨香
- 水樹奈々
- miwa
- モーニング娘。1期メンバー（中澤裕子・石黒彩・飯田圭織・安倍なつみ・福田明日香）
- モーニング娘。'17
- 森高千里
- 山崎育三郎
- Little Glee Monster
- YUKA（村石有香）
- LUNA SEA
- WANIMA

太文字は当年のNHK『第68回NHK紅白歌合戦』に出場。
※五十音順

### ゲスト
第1夜
- 小倉智昭 - 『情報プレゼンター とくダネ!』MC、番組を全編通して観覧した。
- 田中将大 - 観覧として特別出演。
- ダチョウ倶楽部 - THE ALFEEのものまねでご本人と共演。
- ミニオン - 嵐とのクリスマスメドレーで共演。

第2夜
- 野村義男 - 世良公則と吉川晃司のコラボパフォーマンスでギター演奏として出演。
- 古坂大魔王 - 加藤一二三とモーニング娘。'17の応援で出演。

### 音楽・演奏
- 武部聡志音楽団

## セットリスト

### 第1夜（セットリスト）
| 順番 | アーティスト                                            | 楽曲                                                              |
| ---- | ------------------------------------------------------- | ----------------------------------------------------------------- |
| 1    | 宝塚歌劇団 宙組                                         | 諸人こぞりて                                                      |
| 2    | 宝塚歌劇団 宙組×郷ひろみ                                | I SAW MOMMY KISSING SANTA CLAUS                                   |
| 3    | 宝塚歌劇団 宙組×大原櫻子                                | We Wish You a Merry Christmas                                     |
| 4    | 宝塚歌劇団 宙組×郷ひろみ×三浦大知×chay×大原櫻子         | All I Want For Christmas Is You (1994/マライア・キャリー)         |
| 5    | 宝塚歌劇団 宙組×郷ひろみ×三浦大知×chay×大原櫻子         | LAST CHRISTMAS (1984/ワム!)                                       |
| 6    | 亀と山P                                                 | 青春アミーゴ (2005/修二と彰)                                      |
| 7    | 亀と山P                                                 | 背中越しのチャンス                                                |
| 8    | 由紀さおり×JUJU×新妻聖子                                | 夜霧よ今夜も有難う (1967/石原裕次郎)                              |
| 9    | さだまさし×三浦祐太朗                                   | 秋桜 (1977/山口百恵)                                              |
| 10   | 平井堅                                                  | KISS OF LIFE (2001)                                               |
| 11   | 乃木坂46                                                | 逃げ水                                                            |
| 12   | 髙橋真梨子                                              | フレンズ (1998)                                                   |
| 13   | 柴咲コウ×八木美知依                                     | いざよい (柴咲コウ)                                               |
| 14   | NOBU×村上信五(関ジャニ∞)                                | いま、太陽に向かって咲く花 (NOBU)                                 |
| 15   | THE ALFEE×ダチョウ倶楽部                                | メリーアン (1983/ALFEE)                                           |
| 16   | 真風涼帆(宝塚歌劇団 宙組)×及川光博                      | 勝手にしやがれ (1977/沢田研二)                                    |
| 17   | AKB48×乃木坂46                                          | 渚のシンドバッド (1977/ピンク・レディー)                          |
| 18   | 山崎育三郎×西川貴教×横山裕(関ジャニ∞)                   | また逢う日まで (1971/尾崎紀世彦)                                  |
| 19   | 髙橋真梨子                                              | 五番街のマリーへ (1973/ペドロ&カプリシャス)                       |
| 20   | 石川さゆり                                              | 津軽海峡・冬景色 (1977)                                           |
| 21   | 和田アキ子×倖田來未                                     | あの鐘を鳴らすのはあなた (1972/和田アキ子)                        |
| 22   | 坂本昌行(V6)×井ノ原快彦(V6)                             | You'll Be in My Heart (1999/20th Century・Marsa Sakamoto)         |
| 23   | 横山だいすけ×生田絵梨花(乃木坂46)                       | ホール・ニュー・ワールド (1992/ピーボ・ブライソン&レジーナ・ベル) |
| 24   | 白石麻衣(乃木坂46)×大原櫻子×CHEMISTRY                   | 輝く未来 (2010/ムーア&リーヴァイ)                                 |
| 25   | 谷村新司×堀内孝雄×錦戸亮(関ジャニ∞)×安田章大(関ジャニ∞) | 冬の稲妻 (1977/アリス)                                            |
| 26   | 谷村新司×堀内孝雄×錦戸亮(関ジャニ∞)×安田章大(関ジャニ∞) | 今はもうだれも (1969/ウッディ・ウー)                              |
| 27   | KinKi Kids                                              | DESTINY                                                           |
| 28   | 倉木麻衣×和楽器バンド                                   | 渡月橋 〜君 想ふ〜 (倉木麻衣)                                     |
| 29   | NEWS                                                    | NEWSICAL〜LPS                                                     |
| 30   | 東方神起                                                | どうして君を好きになってしまったんだろう? (2008)                  |
| 31   | 山崎育三郎×尾上松也                                     | 夏の終りのハーモニー (1986/井上陽水・安全地帯)                    |
| 32   | 奥田民生×長瀬智也(TOKIO)                                | さすらい (1998/奥田民生)                                          |
| 33   | 奥田民生×長瀬智也(TOKIO)                                | エンジン (奥田民生)                                               |
| 34   | ゆず×ももいろクローバーZ                                | 今夜君を迎えに行くよ (2007/ゆず)                                  |
| 35   | 嵐×ミニオン                                             | ジングルベル (1857/クリスマスソング)                              |
| 36   | 嵐×ミニオン                                             | 赤鼻のトナカイ (1949/ジーン・オートリー&ザ・ピナフォア)           |
| 37   | 嵐                                                      | 愛を叫べ (2015)                                                   |
| 38   | 嵐                                                      | Happiness (2007)                                                  |
| 39   | JUJU×丸山隆平(関ジャニ∞)                                | いいわけ (JUJU)                                                   |
| 40   | AKB48                                                   | 11月のアンクレット                                                |
| 41   | 鈴木雅之×松下奈緒                                       | 涙くんさよなら (1965/坂本九)                                      |
| 42   | 平井堅×平手友梨奈                                       | ノンフィクション (平井堅)                                         |
| 43   | 三代目 J Soul Brothers                                  | J.S.B. HAPPINESS                                                  |
| 44   | 三代目 J Soul Brothers                                  | J.S.B. DREAM (2015)                                               |
| 45   | 三代目 J Soul Brothers                                  | J.S.B. LOVE                                                       |
| 46   | V6                                                      | COLORS                                                            |
| 47   | TOKIO                                                   | クモ                                                              |
| 48   | BoA                                                     | メリクリ (2004)                                                   |
| 49   | 德永英明×テゴマス                                       | レイニー ブルー (1986/德永英明)                                   |
| 50   | ゆず×三浦大知                                           | タッタ (ゆず)                                                     |
| 51   | B'z                                                     | イチブトゼンブ (2009)                                             |
| 52   | 東方神起                                                | Reboot                                                            |
| 53   | 関ジャニ∞                                               | 今                                                                |
| 54   | 嵐                                                      | I'll be there                                                     |
| 55   | 三代目 J Soul Brothers                                  | R.Y.U.S.E.I. (2014)                                               |
| 56   | 椎名林檎                                                | 人生は夢だらけ (2016)                                             |
| 57   | 柴咲コウ×八木美知依                                     | かたち あるもの (2004/柴咲コウ)                                   |
| 58   | 倖田來未×松下奈緒×溝口肇                                | 愛のうた (2007/倖田來未)                                          |
| 59   | CHEMISTRY                                               | PIECES OF A DREAM (2001)                                          |
| 60   | CHEMISTRY×NEWS                                          | Point of No Return (2001/CHEMISTRY)                               |
| 61   | KinKi Kids×生田絵梨花(乃木坂46)×宮本笑里                | もう君以外愛せない (2000/KinKi Kids)                              |
| 62   | EXILE THE SECOND                                        | Route 66                                                          |
| 63   | EXILE THE SECOND                                        | YEAH!! YEAH!! YEAH!! (2016)                                       |
| 64   | 三浦大知                                                | 普通の今夜のことを -let tonight be forever remembered-            |
| 65   | B'z                                                     | Still Alive                                                       |
| 66   | 椎名林檎                                                | おとなの掟 (Doughnuts Hole)                                       |
| 67   | 近藤真彦 with FNSマッチバンド                           | ミッドナイト・シャッフル (1996/近藤真彦)                          |
| 68   | 近藤真彦 with FNSマッチバンド                           | ハイティーン・ブギ (1982/近藤真彦)                                |
| 69   | 近藤真彦                                                | 軌跡                                                              |
| 70   | ALL LINE UP                                             | 糸 (1998/中島みゆき)                                              |

### 第2夜（セットリスト）
| 順番 | アーティスト                                                                | 楽曲                                                                      |
| ---- | --------------------------------------------------------------------------- | ------------------------------------------------------------------------- |
| 1    | 宇野ゆう子×AKB48                                                            | サザエさん (1969/宇野ゆう子)                                              |
| 2    | 松本梨香×乃木坂46                                                           | めざせポケモンマスター -20th Anniversary- (1997/松本梨香)                 |
| 3    | きただにひろし×Sexy Zone                                                    | ウィーアー! (1999/きただにひろし)                                         |
| 4    | B.B.クィーンズ×ゴールデンボンバー                                           | おどるポンポコリン (1990/B.B.クィーンズ)                                  |
| 5    | 藤澤ノリマサ×新妻聖子                                                       | The Phantom of the Opera (1986/マイケル・クロフォード&サラ・ブライトマン) |
| 6    | Little Glee Moster                                                          | SEASONS OF LOVE (1996/レントオールキャスト)                               |
| 7    | 昆夏美×山崎育三郎                                                           | 美女と野獣 (昆夏美&山崎育三郎)                                            |
| 8    | 吉川晃司×世良公則                                                           | KISSに撃たれて眠りたい (1993/吉川晃司)                                    |
| 9    | 竹原ピストル                                                                | Amazing Grace (1772/賛美歌)                                               |
| 10   | 世良公則×吉川晃司                                                           | 銃爪 (1978/世良公則&ツイスト)                                             |
| 11   | モーニング娘。'17                                                           | ジェラシー ジェラシー                                                     |
| 12   | 大天才ひふみん×モーニング娘。'17                                            | ひふみんアイ (大天才ひふみん)                                             |
| 13   | SHISHAMO                                                                    | 明日も (2017)                                                             |
| 14   | SHISHAMO                                                                    | ほら、笑ってる (2017)                                                     |
| 15   | NGT48                                                                       | 世界はどこまで青空なのか?                                                 |
| 16   | NMB48                                                                       | ワロタピーポー                                                            |
| 17   | Little Glee Monster                                                         | だから、ひとりじゃない                                                    |
| 18   | THE RAMPAGE                                                                 | 100degrees                                                                |
| 19   | GENERATIONS                                                                 | BIG CITY RODEO                                                            |
| 20   | GENERATIONS×THE RAMPAGE                                                     | Y.M.C.A. (1979/西城秀樹)                                                  |
| 21   | きゃりーぱみゅぱみゅ                                                        | もったいないとらんど (2013)                                               |
| 22   | きゃりーぱみゅぱみゅ                                                        | つけまつける (2012)                                                       |
| 23   | きゃりーぱみゅぱみゅ                                                        | 原宿いやほい                                                              |
| 24   | E-girls                                                                     | Love ☆ Queen                                                              |
| 25   | 吉川晃司                                                                    | The Last Letter                                                           |
| 26   | LUNA SEA                                                                    | I for You (1998)                                                          |
| 27   | LUNA SEA                                                                    | ROSIER (1994)                                                             |
| 28   | 水樹奈々                                                                    | TESTAMENT                                                                 |
| 29   | 西野カナ                                                                    | 手をつなぐ理由                                                            |
| 30   | 欅坂46                                                                      | 風に吹かれても                                                            |
| 31   | 石丸幹二×知念里奈                                                           | メモリー (1981/キャッツキャスト)                                          |
| 32   | 石丸幹二                                                                    | 時が来た (1990/ジキル&ハイドキャスト)                                     |
| 33   | 井上芳雄×生田絵梨花(乃木坂46)×山崎育三郎×昆夏美                             | 世界が終わる夜のように (1989/クリス、キム)                                |
| 34   | 井上芳雄×昆夏美×山崎育三郎×生田絵梨花(乃木坂46)                             | 愛していれば分かり合える (2005/井上芳雄・木村佳乃)                        |
| 35   | 知念里奈×新妻聖子                                                           | 夢やぶれて〜ON MY OWN (1980/レ・ミゼラブルキャスト)                       |
| 36   | 井上芳雄×生田絵梨花(乃木坂46)×山崎育三郎×昆夏美 ×石丸幹二×知念里奈×新妻聖子 | 民衆の歌 (1980/レ・ミゼラブルキャスト)                                    |
| 37   | back number                                                                 | 瞬き                                                                      |
| 38   | back number                                                                 | ヒロイン (2015)                                                           |
| 39   | 昆夏美×生田絵梨花(乃木坂46)                                                 | 生まれてはじめて (2013/クリステン・ベル&イディナ・メンゼル)               |
| 40   | 西野カナ×Little Glee Monster                                                | アンダー・ザ・シー (1989/サミュエル・E・ライト)                           |
| 41   | 井上芳雄×渡辺麻友(AKB48)                                                    | ホール・ニュー・ワールド (1992/ピーボ・ブライソン&レジーナ・ベル)         |
| 42   | WANIMA                                                                      | ともに (2016)                                                             |
| 43   | WANIMA                                                                      | ヒューマン                                                                |
| 44   | 西川貴教                                                                    | BIRI x BIRI                                                               |
| 45   | T.M.Revolution×アキラ100%                                                   | WHITE BREATH (1997/T.M.Revolution)                                        |
| 46   | Hey! Say! JUMP                                                              | White Love                                                                |
| 47   | Kis-My-Ft2                                                                  | 赤い果実                                                                  |
| 48   | Sexy Zone                                                                   | ぎゅっと                                                                  |
| 49   | 高橋洋子×水樹奈々                                                           | 残酷な天使のテーゼ (1995/高橋洋子)                                        |
| 50   | 影山ヒロノブ×ジャニーズWEST                                                 | CHA-LA HEAD-CHA-LA (1989/影山ヒロノブ)                                    |
| 51   | Kis-My-Ft2                                                                  | DAN DAN 心魅かれてく (1996/FIELD OF VIEW)                                 |
| 52   | どうぶつビスケッツ×PPP×欅坂46                                               | ようこそジャパリパークへ (どうぶつビスケッツ×PPP)                         |
| 53   | YUKA×指原莉乃(HKT48)×柏木由紀(AKB48)                                        | お料理行進曲 (1992/YUKA)                                                  |
| 54   | Hey! Say! JUMP                                                              | 勇気100% (1993/光GENJI)                                                   |
| 55   | ジャニーズWEST                                                              | 僕ら今日も生きている                                                      |
| 56   | 平野綾×山本彩(NMB48)×松村沙友理(乃木坂46)                                   | ハレ晴レユカイ (2006/平野綾、茅原実里、後藤邑子)                          |
| 57   | Aqours                                                                      | 青空Jumping Heart (2016)                                                  |
| 58   | モーニング娘。1期メンバー                                                   | 愛の種 (20th Anniversary Ver.) (1997/モーニング娘。)                      |
| 59   | DEAN FUJIOKA                                                                | The Christmas Song (1944/メル・トーメ)                                    |
| 60   | DEAN FUJIOKA                                                                | Let it snow!                                                              |
| 61   | aiko                                                                        | 予告                                                                      |
| 62   | aiko                                                                        | 二人 (2008)                                                               |
| 63   | miwa                                                                        | We are the light                                                          |
| 64   | Toshl                                                                       | CRYSTAL MEMORIES                                                          |
| 65   | Toshl×鬼龍院翔(ゴールデンボンバー)                                          | Say Anything (1991/X)                                                     |
| 66   | フェアリーズ                                                                | HEY HEY 〜Light Me Up〜                                                   |
| 67   | 荻野目洋子×フェアリーズ                                                     | ダンシング・ヒーロー (Eat You Up) (1985/荻野目洋子)                       |
| 68   | 山崎育三郎×乃木坂46                                                         | Congratulations (山崎育三郎)                                              |
| 69   | 槇原敬之×井上苑子                                                           | どんなときも。 (1991/槇原敬之)                                            |
| 70   | Perfume                                                                     | FLASH (2016)                                                              |
| 71   | 槇原敬之×miwa×山本彩(NMB48)×鷲尾伶菜(E-girls)                               | Hungry Spider (1999/槇原敬之)                                             |
| 72   | Perfume                                                                     | If you wanna                                                              |
| 73   | 福山雅治                                                                    | トモエ学園                                                                |
| 74   | 福山雅治                                                                    | HELLO (1995)                                                              |
| 75   | 森高千里                                                                    | 臭いものにはフタをしろ!! (1990)                                           |
| 76   | 森高千里                                                                    | ミーハー (1988)                                                           |
| 77   | 森高千里                                                                    | ハエ男 (1993)                                                             |

### VTR
第1夜
- Mr.Children「HANABI」(2008) - 『2008 FNS歌謡祭』で披露されたパフォーマンスと本年放送のドラマ『コード・ブルー -ドクターヘリ緊急救命-』の映像を合わせた特別バージョンで放送された。

## 関連番組
- Love music

当番組の司会である森高・渡部がMCを務める音楽番組。
- FNS歌謡祭 直前SP

同年12月2日 10:25 - 10:50（『チャンネルΣ』枠、関東ローカル）で放送された事前番組。本年の出演アーティスト・企画・みどころなどの内容の一部などを発表。また、出演アーティストの意気込みなどを含めたインタビューやリハーサル風景などの裏側も放送。
ローカル局では後日、日曜昼や平日深夜などで遅れ放送を実施。
- 超豪華! FNS歌謡祭 見どころ大公開SP

同年12月5日 0:25 - 0:35、12月6日 0:25 - 0:35で放送された事前番組。
本年の出演アーティスト・企画・みどころが紹介された。
フジテレビと一部の系列局で放送。